# Municipio San Pedro de Buena Vista
Das Municipio San Pedro de Buena Vista ist ein Verwaltungsbezirk im Departamento Potosí im südamerikanischen Anden-Staat Bolivien.

## Lage im Nahraum
Das Municipio San Pedro de Buena Vista ist eins von zwei Municipios in der Provinz Charcas und grenzt im Osten an das Municipio Toro Toro, im Norden an die Provinz Bernardino Bilbao, im Nordwesten an die Provinz Alonso de Ibáñez, im Südwesten an die Provinz Rafael Bustillo, im Süden an die Provinz Chayanta und im Südosten an das Departamento Cochabamba.
Der zentrale Ort des Municipios ist San Pedro de Buena Vista mit 1131 Einwohnern (Volkszählung 2012) in der nördlichen Hälfte des Municipios.

## Geographie
Das Municipio San Pedro de Buena Vista liegt in der bolivianischen Cordillera Central im Übergangsbereich zum bolivianischen Tiefland.
Die mittlere Durchschnittstemperatur der Talregionen liegt bei etwa 18 °C (siehe Klimadiagramm Torotoro) und schwankt nur unwesentlich zwischen knapp 15 °C im Juni und Juli und gut 20 °C von November bis März. Der Jahresniederschlag beträgt etwa 500 mm, bei einer ausgeprägten Trockenzeit von Mai bis August mit Monatsniederschlägen unter 10 mm, und einer Feuchtezeit von Dezember bis Februar mit 100 bis 120 mm Monatsniederschlag.

## Bevölkerung
Die Einwohnerzahl des Municipios ist zwischen 1992 und 2024 um mehr als ein Drittel angestiegen, zuletzt jedoch rückläufig:
| Jahr | Einwohner | Quelle       |
| ---- | --------- | ------------ |
| 1992 | 22.005    | Volkszählung |
| 2001 | 27.639    | Volkszählung |
| 2012 | 30.012    | Volkszählung |
| 2024 | 27.961    | Volkszählung |

Die Lebenserwartung der Neugeborenen liegt bei 49 Jahren, der Alphabetisierungsgrad bei den über 15-Jährigen bei nur 54 Prozent, und der Anteil der städtischen Bevölkerung im Municipio beträgt 0 Prozent. (2001)

## Politik
Ergebnis der Regionalwahlen (concejales del municipio) vom 4. April 2010:
| Wahl- berechtigte |  | Wahl- beteiligung | gültige Stimmen |  | MAS-IPSP | M.O.P. |
| ----------------- |  | ----------------- | --------------- |  | -------- | ------ |
| 8.808             |  | 6.744             | 4.746           |  | 3.415    | 1.331  |
|                   |  | 76,6 %            | 70,4 %          |  | 72,0 %   | 28,0 % |

Ergebnis der Regionalwahlen (elecciones de autoridades políticas) vom 7. März 2021:
| Wahl- berechtigte |  | Wahl- beteiligung | gültige Stimmen |  | MAS-IPSP | AS      | PAN-BOL | M.O.P. |
| ----------------- |  | ----------------- | --------------- |  | -------- | ------- | ------- | ------ |
| 12.789            |  | 10.213            | 8.303           |  | 6.139    | 1.683   | 143     | 141    |
|                   |  | 79,86 %           | 81,30 %         |  | 73,94 %  | 20,27 % | 1,72 %  | 1,70 % |

## Gliederung
Das Municipio unterteilte sich bei der Volkszählung von 2012 in die folgenden sechs Kantone (cantones):
- 05-0501-01 Kanton San Pedro – 194 Ortschaften – 19.865 Einwohner (1992: 7.973)
- 05-0501-02 Kanton Micani – 17 Ortschaften – 1.500 Einwohner (1992: 2.448)
- 05-0501-03 Kanton Moscari – 28 Ortschaften – 1.776 Einwohner (1992: 3.018)
- 05-0501-04 Kanton San Marcos – 8 Ortschaften – 324 Einwohner (1992: 1.851)
- 05-0501-05 Kanton Toracarí – 33 Ortschaften – 4.789 Einwohner (1992: 4.687)
- 05-0501-06 Kanton Eskencachi – 19 Ortschaften – 1.758 Einwohner (1992: 2.028)

## Ortschaften im Municipio San Pedro
- Kanton San Pedro
  - San Pedro de Buena Vista 1131 Einw. – Jatun Jila 508 Einw. – Quinamara 474 Einw. – Orka 441 Einw. – Cayastia 220 Einw. – Saucini 219 Einw. – Huaychayapu 147 Einw. – Tola Tola 123 Einw. – Coral Khasa 90 Einw. – Huaraca 75 Einw.

- Kanton Micani
  - Cochu 301 Einw. – Cala Chicota 237 Einw. – Micani 197 Einw.

- Kanton Moscari
  - Pocoatillo 261 Einw.

- Kanton San Marcos
  - Huancarani (Chari Chari) 163 Einw.

- Kanton Toracarí
  - Chiro Kasa 651 Einw. – Toracarí 561 Einw. – Ñequeta 252 Einw. – Huaylloma 105 Einw.

- Kanton Eskencachi
  - Cusumi 236 Einw. – Viluyo 219 Einw. – Esquencachi 164 Einw.